# Periscepsia anacantha
Periscepsia anacantha là một loài ruồi trong họ Tachinidae.